# Pastos
Els pastos són una ètnia indígena americana, que habitaven juntament amb els quillasinga a la franja andina del que actualment és el departament de Nariño, al sud de Colòmbia, i la província de Carchi, al nord de l'Equador.

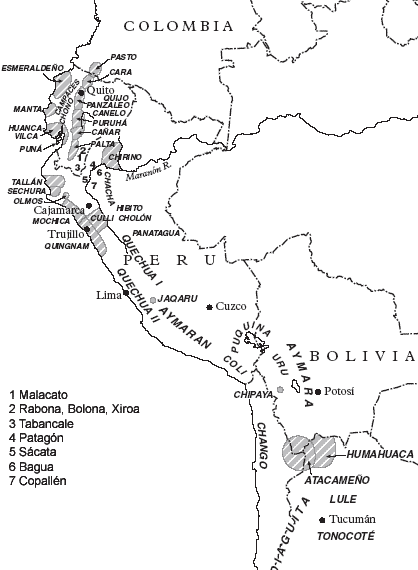
Llengües preincaiques en el segle XVI. La llengua pasto es la més septentrional.

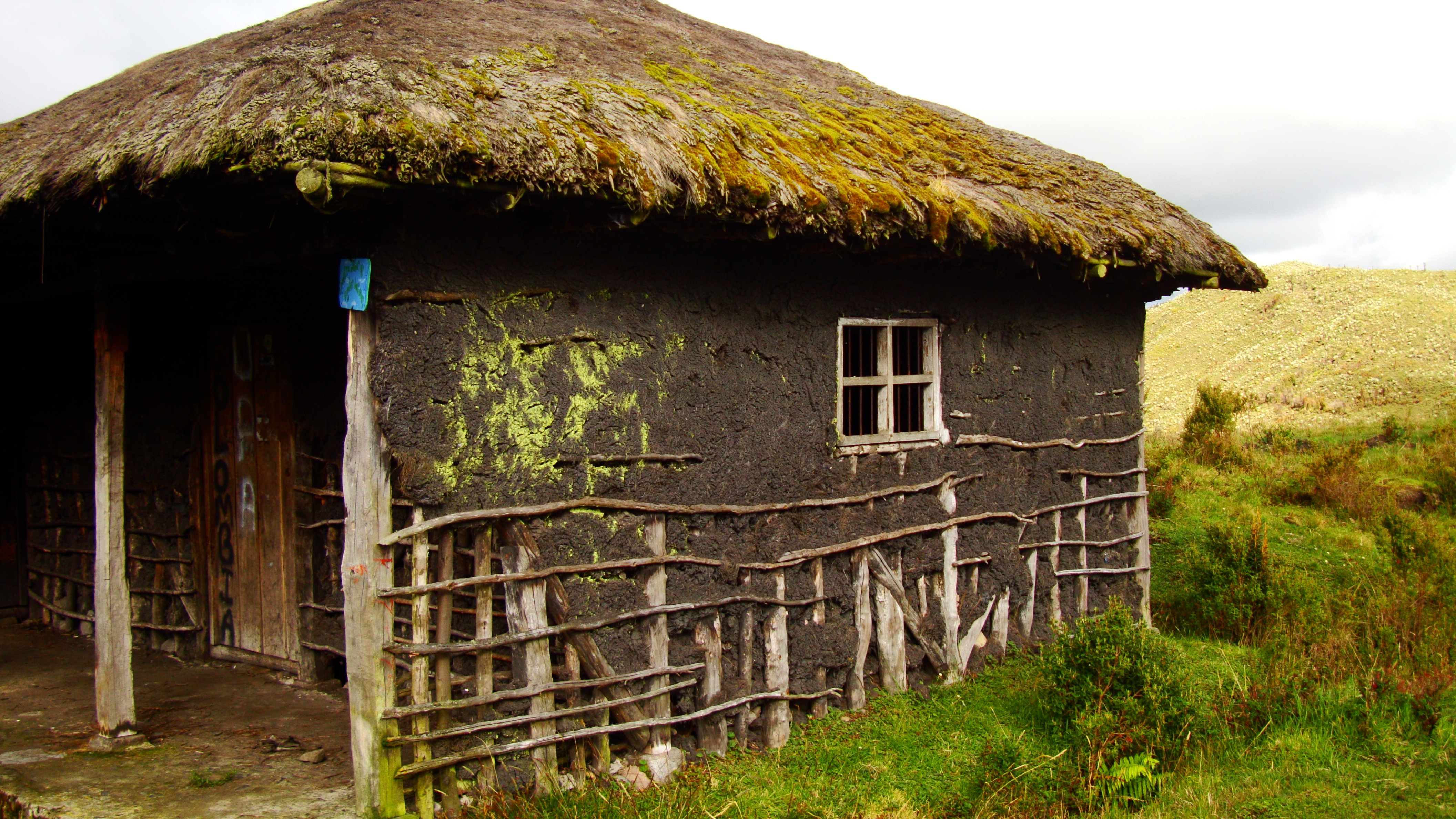
Casa tradicional de l'ètnia pasto, a Chiles (Nariño).

El nom pasto podria ser una adaptació castellana de pasto awá o ‘gent escorpí’. Els pastos van estar sota dominació de l'Imperi inca, poc abans de l'arribada dels espanyols. En l'última dècada del segle XV, els pastos es van enfrontar a l'sapa inca Huayna Capac, qui des de Quito va decidir llançar una campanya per a conquistar el territori pasto. És possible que pasto awá, que significa ‘gent escorpí’, sigui una imatge sorgida per referir que Huayna Cápac els "va voler trepitjar el cap i li van picar amb la cua", doncs en ocupar l'imperi la zona de l'actual Ipiales, els pasto es van refugiar a la Serralada Occidental i van aconseguir expulsar els ocupants. Els inques van preferir llavors avançar pel piemont amazònic a través del territori dels cofán, però finalment van ser els espanyols els que van controlar la regió i va ser el poble awá qui va aconseguir preservar-se de la dominació a la selva del vessant del Pacífic colombià, en tant els pasto finalment van deixar de parlar el seu idioma

## Demografia
Els pasto eren la tribu més nombrosa en la zona interandina de Nariño i la més organitzada i industriosa. Tenien mercats i comerç organitzat que ells pagaven amb or i mantes, perquè conreaven i treballaven amb cura el cotó. En 1558, segons la visita de l'oïdor de la Reial Audiència de Quito, García de Valverde, els pobles dels Pasto tenien en mitjana 488 famílies. De la seva llengua se sap molt poc, amb excepció dels noms de llocs i persones. En arribar els espanyols la seva població es calcula en 23.000 persones.
Al departament de Nariño es reconeixen com a pastures als indígenes pertanyents als resguardos indígenas de Mayasquer, Panan, Chiles, Cumbal, Cuaspud, Aldana, Ipiales, San Juan, Potosí, Males, Yaramal, Puerres, Funes, Iles, Imués, Calcán, Túquerres, Guaitarilla, Yascual, Guachaves, Mallama, Colimba, Muellamués, Guachucal i Sapuyes. També es troben comunitats pastos al departament de Putumayo i a la província de Carchi (l'Equador).
En 2005 la població Pasto censada pel DANE va ser de 129.801 persones, sent els municipis d'Ipiales, Cumbal i Córdoba els de major nombre d'habitants indígenes pastos.

## Els pastos i els awá
Tomás Hidalgo, a partir d'un vocabulari recollit a Muellamués, i Sergio Elías Ortiz, han proposat la relació propera de la llengua dels pastos amb el cuaiquer, kwaiker o Awá Pit, de la família Barbacoes, a més d'una influència notòria del quítxua, explicable per altra banda, considerant la contigüitat amb l'Imperi inca, que fins i tot es va assentar transitòriament a la regió cap a 1492 i va aixecar un fortí, encara visible, a Males, avui municipi de Córdoba.